# Episteme sauteri
Episteme sauteri är en fjärilsart som beskrevs av Clayton Dissinger Mell 1936. Episteme sauteri ingår i släktet Episteme och familjen nattflyn. Inga underarter finns listade i Catalogue of Life.